# Cephalodella angusta
Cephalodella angusta är en hjuldjursart som beskrevs av Myers 1924. Cephalodella angusta ingår i släktet Cephalodella och familjen Notommatidae. Inga underarter finns listade i Catalogue of Life.